# Липовка (Нагорский район)
Липовка — деревня в Нагорском районе Кировской области в составе Синегорского сельского поселения.

## География
Находится на расстоянии примерно 19 километров по прямой на север от районного центра поселка Нагорск.

## История
Упоминается с 1873 года, когда здесь было учтено дворов 7 и жителей 102, в 1905 году 10 и 96, в 1926 16 и 109, в 1950 21 и 77. В 1989 году учтено 178 жителей.

## Население
Постоянное население  составляло 164 человека (русские 97%) в 2002 году, 131 в 2010.